# Шар
Вижте пояснителната страница за други значения на Шар.
Шар (на албански: Malet e Sharrit, Bjeshkët e Sharrit или Sharr; на македонска литературна норма: Шар, а напоследък и Шара) е планина на границата между Косово и Северна Македония.

## Географска характеристика

### Големина и граници
Простира се от югозапад на североизток на протежение около 80 km и ширина около 10 – 20 km по границата между Косово и Северна Македония, а западните ѝ части са на албанска територия. Най-високият ѝ връх е Голем турчин (или Титов връх) (2747 m) в масива Рудока.
На запад чрез висока (2200 m) седловина се свързва с планината Кораб, на юг, в района на Мавровското езеро – с планината Бистра, а на изток долината на река Лепенец (ляв приток на Вардар) я отделя от планината Скопска Църна гора. На север склоновете ѝ постепенно потъват в Призренско-Печката котловина и Косово поле, а на югоизток – в котловината Полог (Тетовско поле).
В северното подножие на Шар на територията на Косово е оформен Националният парк „Шар планина“, който включва четири природни резервата. В южното ѝ подножие над Тетово е разположен курортът Попова шапка.

### Геоложки строеж
Изградена е от кристалинни шисти, варовици и доломити, в които има широко разпространение на карстови форми на релефа. На височина до 1000 m склоновете ѝ са заети от земеделски култури, до 1700 m – от смесени гори, а над 2000 m – от планински пасища.

### Върхове
Високи върхове над 2000 метра:
- Бакърдан (2712 m)
- Мал турчин (2702 m)
- Бориславец (2662 m)
- Езерска чука (2604 m)
- Църни връх (2578 m)
- Баба Асаница (2533 m)
- Люботрън (Люботен, на албански и македонска ллитературна норма) (2498 m).

### Водни ресурси
Шар е една от най-богатите на води планини в Северна Македония. Големите площи с водонепропускливи скали обуславят добре водоснабдената повърхност. Водите на над 70-те шарпланинските реки се оттичат в Адриатическия или Беломорския басейн. Реките са предимно къси, но доста пълноводни, издълбали дълбоки и живописни долини. Поради големия си пад и пълноводие по тях се образуват чудесни водопади.
Сред многобройните извори са тези на река Вардар, от които Вруток, близо до едноименното село, се приема  официално за началото ѝ. Всички реки, извиращи на изток от главното било на Шар, са леви притоци на Вардар. По-големи сред тях са Пена (Тетовска Бистрица), Маздрача, Лешачка, Боговинска. Сред течащите на запад, през територията на Косово реки, са Радика, Призренска Бистрица, Плавска, Рестеличка или Глобочица и други, които се вливат в Адриатическо море главно чрез Черни Дрин и Бели Дрин.

## Етимология на името
Името на планината в Античността на гръцки е Σκάρδον, Скардон или Σκάρδος, Скардос, а на латински Scardus, Скардус. Смята се, че съвременното име Шар произлиза от гръцкото Скардон.

## Други
Планината е известна с породата кучета шарпланинец.